# Co było, a nie jest
Co było, a nie jest (ang. Clear History) – amerykańska komedia z 2013 roku w reżyserii Grega Mottoli. W filmie zagrali Larry David, Bill Hader, Philip Baker Hall, Jon Hamm, Kate Hudson, Michael Keaton, Danny McBride, Eva Mendes, Amy Ryan i J.B. Smoove.
Premiera filmu miała miejsce 10 sierpnia 2013 roku na amerykańskim kanale HBO.

## Fabuła
Nathan Flomm (Larry David) pracuje w firmie produkującej elektryczne samochody. Po kłótni z szefem unosi się dumą i oddaje mu swoje udziały. Niedługo potem elektryczne samochody stają się hitem. Nathan uświadamia sobie swoją stratę. Po latach dostaje szansę odegrania się na szefie.

## Obsada
- Larry David – Nathan Flomm
- Bill Hader – Rags, przyjaciel oraz giermek Stumpa
- Philip Baker Hall – McKenzie, brygadzista
- Jon Hamm – Will Haney, dawny szef Flomma
- Kate Hudson – Rhonda Haney, żona Willa
- Michael Keaton – Joe Stumpo
- Danny McBride – Frank, najlepszy przyjaciel Flomma
- Eva Mendes – Jennifer
- Amy Ryan – Wendy, eksdziewczyna Flomma
- J.B. Smoove – Jaspar
- Liev Schreiber – Tibor

## Zdjęcia
Zdjęcia do filmu realizowane były na terenie amerykańskiego stanu Massachusetts.